# Short Knuckleduster
Short R.24/31 (hay Short S.18 và biệt danh là Knuckleduster) là một loại tàu bay của Anh, do hãng Short thiết kế chế tạo.

## Quốc gia sử dụng
Anh Quốc
- Không quân Hoàng gia
- Viện nghiên cứu thử nghiệm máy bay hàng hải

## Tính năng kỹ chiến thuật
Dữ liệu lấy từ Shorts Aircraft since 1900 
Đặc điểm tổng quát
- Kíp lái: 5
- Chiều dài: 63 ft 3 in (19,3 m)
- Sải cánh: 90 ft 0 in ft (27,4 m)
- Chiều cao: 19 ft 6 in [3] (5,95 m)
- Diện tích cánh: 1.147 ft² (106,5 m²)
- Kết cấu dạng cánh: Göttingen 436
- Trọng lượng rỗng: 11.720 lb (5.320 kg)
- Trọng lượng có tải: 18.500 lb (8.395 kg)
- Động cơ: 2 × Rolls-Royce Goshawk VIII, 775 hp (578 kW)  mỗi chiếc

 Hiệu suất bay 
- Vận tốc cực đại: 150 mph (130 knot, 240 km/h)
- Tầm bay: 1.040 dặm (904 NM, 1.675 km)
- Trần bay: 15.500 ft (5.030 m)

Trang bị vũ khí

- 3 x súng máy Lewis